# Heilbron
Heilbron – miasto w Republice Południowej Afryki, w Wolnym Państwie.
W mieście żyje 5486 ludzi (2011).
Miasto zostało oficjalnie założone w 1873 roku, jednakże w okolicy ludzie mieszkali już od dłuższego czasu. Obecnie leży w Wolnym Państwie, w dystrykcie Fezile Dabi. Ma charakter rolniczy, uprawiane są tutaj sorgo, słoneczniki i kukurydza. Prowadzona jest także hodowla bydła i produkcja spożywcza. Miasto jest także jedną z sypialni i miejscem weekendowych wypoczynków dla oddalonego o 60 km regionu Gauteng.